# 有職読み
有職読み（ゆうそくよみ）は、漢字で書かれた語を伝統的かつ特別な読み方で読むこと。故実読み（こじつよみ）、名目（みょうもく）、名目読み、読み癖とも呼ばれる。
1980年以降、しばしば人名を音読みする慣習のみを示す俗語として用いられ、2006年にウィキペディア日本語版に立項されたことでこの誤用が広まった。

## 概要
もとは名目鈔に見られる、宮中での公事、殿舎、服飾などに関する特殊な読み癖や、訓点新例（貝原益軒著）に要約されたような定着した読み癖を指したと考えられるが、明治期にはすでに厳格な区別なく特殊な読み癖をもつ表現全体に用いられていたものと考えられる。漢字に正訓を充てるという方法論としては熟字訓や難読地名と類似する。有職故実に基づいている点を強調するのが「有職読み」「故実読み」であるが、現代の国語辞書では有職読みは「中世の歌学で、歌人の名を音で読むこと。またはその読み方」、故実読み・名目読みは「（漢字で書いた語について、通例の音訓によらず、古来伝えられた特別の読み方で読むこと。また、その）読みくせ。」と区別している。
「有職読み」という用語の調査を行った三浦直人によれば、「有職読み」という語の初出は1893年5月発行の『史学普及雑誌』9号であり、神祇官を「カンツカサ」、太政官を「オホヒマツリコトノツカサ」と読むようなものであるとした上で、このように読むのは「間ぬるき話なれば」、「ジンギクワン」「ダイジヤウクワン」と読むべきとしている。1945年までの使用例8件はすべて「読み癖」「故実読み」と同一視したものであり、1980年代までも同様である。山田俊雄は「故実読み」を「一般の字音・字訓の慣用によって推理すると、かえって誤読となるような、伝統的な読み方をすること」であると解説している。ただし、歌人など一部の人名が伝統的に音読みされることもこの例の中に含まれる。山田は「故実読み」も「読み癖」も「かなり新らしい用語」であるとしており、有職読みも明治以降の言葉であると見られている。

### 有職読みの例
- 神祇官→「かんつかさ」[14]
- 太政官→「おほひまつりことのつかさ」[14]
- 定考→「コウジョウ」[注 1][16]
- 笏→「シャク」[2][16]
- 礼記→「ライキ」[2][17]
- 文選→「モンゼン」[2][17]
- 女王禄→「オウロク」[2][16]
- 掃部→「カモン」[2]
- 即位→「ショクイ」[2][16]
- このほか、夏目漱石は吾輩は猫である(九)で登場人物（迷亭の伯父）の科白を使い杉原という名を「すい原」[18]、目見ずを「ミミズ（蚯蚓-キュウイン）」、仰向きにかえるを「カイル（蝦蟇-ガマ）」、透垣（スキガキ）を「すい垣（がき）[19]」、茎立（クキタチ）を「くく立（たち）」[20]と読むことを、名目読み（ミョウモク-ヨミ）だと述べさせている[21][22]。

#### 人名に使われる有職読み
- 俊頼（源俊頼）（としより）→ 「シュンライ」[1]
- 俊成（藤原俊成）（としなり）→ 「シュンゼイ」[1]
- 定家（藤原定家）（さだいえ）→ 「テイカ」[1]
- 家隆（藤原家隆）（いえたか）→ 「カリュウ」[23]
- 式子内親王（のりこナイシンノウ） → 「ショクシナイシンノウ」[注 2]
- 天智天皇 →「テンヂテンノウ」 [24]

## 「人名の音読み」の意の誤用

### 概要
有職読みは諱、いわゆる下の名前に対して遣われる用語であり、姓（苗字・名字・氏）に対しては用いられない。例えば源氏や平氏を「みなもとし」「たいらし」でなく「げんじ」「へいし」、徳川家を本来の「とくがわけ」でなく「とくせんけ」などと呼ぶことを有職読みであると主張する者もいるが、姓については有職読みの概念は無い。また、名前の読みが元々音読みの場合（例として「高倉健（タカクラケン）」、藤田田（フジタデン）など）も有職読みには当たらない。

### 誤用の始まり
高島俊男によると、戦前には名前の音読みは一般的な慣習であり、例えば滝川事件の瀧川幸辰については「タキガワ コウシン」以外の読みを戦前では聞いたことがなかったという。
角田文衛は1980年の著書『日本の女性名』の中で、「歌学の世界で特定の歌人が」音読みされることを「歌人らが用いる符丁のような有職読みの典型」として紹介した。角田は別の著書において人名ではない「後宮」を「ゴク」と読む「有職読み」を紹介しており、人名音読を「読み癖」であると解説している。すなわち、歌人の人名音読は「有職読み」=「故実読み」に含まれる一例として、角田が挙げているものに過ぎない。
しかし、この角田の記述を誤読した高梨公之と佐川章が人名音読自体を「有職読み」であると紹介している。三浦直人の調査によれば、2005年以前に書籍において「人名音読みが有職読みである」という記述を行ったのは高梨と佐川の二人のみであるとしている。ただしインターネット上にはいくつか記述があったとされる。

### 誤用の展開
2006年1月21日、ウィキペディア日本語版において「有職読み」が人名音読の慣習を扱う記事として立項された。これ以後、書籍などにおいても、有職読みの語が人名音読の意として誤用されることが急増し、学術論文や新聞、クイズゲーム等にもこの誤用が用いられた。辞典においては大辞泉が「中世の歌学で、歌人の名を音で読むこと」「近代にそれをまねて有名人の名を音読すること」であるとして掲載している。
また、この誤用が広まる中で、「音読みで読むのは偉人に対して用いられる慣習」、「音読みで読むのは知識人の嗜み」、「音読みで読むのは平安時代より続く伝統である」という誤った解説も付けられている。実際には江戸時代以降、政治家を音読みで呼びつつ揶揄することはしばしば行われている。徳川慶喜は、反対勢力や旧旗本によって蔑称として「ケイキ」と呼ばれた例もある。また音読みは正確な読みを知らない場合の手段であるが、井黒弥太郎が榎本武揚について「学のない世間はブヨーと親しんで呼んだ」と記述するように、それのみでは学のない者として「識者ノ笑」となるものであった。